# (31978) Jeremyphilip
(31978) Jeremyphilip es un asteroide perteneciente al cinturón de asteroides, descubierto el 28 de abril de 2000 por el equipo del Lincoln Near-Earth Asteroid Research desde el Laboratorio Lincoln, Socorro, Nuevo México.

## Designación y nombre
Designado provisionalmente como 2000 HA14. Fue nombrado por Jeremy Philip D'Silva (n. 1999) quien obtuvo el segundo lugar en la Feria Internacional de Ciencias e Ingeniería de Intel de 2015 por su proyecto de ciencias biomédicas y de la salud. Asiste a la Escuela Secundaria Father Gabriel Richard en Ann Arbor, Michigan, EUA.

## Características orbitales
Jeremyphilip está situado a una distancia media del Sol de 2,369 ua, pudiendo alejarse hasta 2,790 ua y acercarse hasta 1,947 ua. Su excentricidad es 0,178 y la inclinación orbital 2,009 grados. Emplea 1331,43 días en completar una órbita alrededor del Sol.
Pertenece a la familia de asteroides de (135) Hertha.

## Características físicas
La magnitud absoluta de Jeremyphilip es 15,53. 